# Patrick Duignan
Patrick "Packie" Duignan, né le 5 mai 1922 à Arigna (en) (comté de Roscommon) et mort en 1992 dans la même commune, est un mineur et un musicien traditionnel irlandais, joueur de flûte, dont le style a influencé les générations actuelles de flûtistes, telle Mary Bergin.

## Biographie
Packie Duignan nait à Arigna (comté de Roscommon), dans une région célèbre pour ses mines de charbon. Il commence la musique par un tin whistle de style Clarke, en écoutant des enregistrements de John McKenna (en) (comté de Leitrim), à qui il emprunte la technique de respiration.
De 1958 à 1973, il joue avec le Céilí band de Drumshanbo (en) (comté de Leitrim), le Shannon Star.
Il enregistre en 1978 un album, sous le label Tropic, avec le fiddler Séamus Horan, Traditional Music from County Leitrim, dont quelques pistes seront reprises par la suite sous le label Temple Records, pour la compilation Irish Traditional Music.
Il fait également de nombreuses apparitions à la télévision ou à la radio, et sur la fin de sa vie, se produit dans sa région d'Aragna, avec le violoniste Séamus Horan et le joueur de bouzouki Ciarán Emmett.
Renommé pour son sens de l'humour, il décède en 1992 d'une leucémie, ayant refusé l'aide d'une chimiothérapie au prétexte qu'il préférait mourir plutôt que d'être une ombre de lui-même. Il est enterré avec sa flûte dans le cimetière d'Arigna.
En 1995 paraît une compilation d'un concert ayant rassemblé Tommy Guihen, Patsy Hanly, Mick Woods et Joe Skelton, enregistrée durant la Joe Mooney Summer School à Drumshanbo, sous le titre A Tribute to Packie Duignan.
Chaque année, à la fin janvier, un week-end musical est organisé en son honneur à Drumshanbo, rassemblant de nombreux groupes musicaux et solistes.
Parmi la nouvelle génération de flûtistes se réclammant de Packie Duignan, il faut mentionner Catherine McEvoy et Mary Bergin.

## Discographie
- Traditional Music from County Leitrim (1978) ;
- Irish Traditional Music.

Hommages
- A Tribute To Packie Duignan ;
- Happy To Meet You Sorry To Part.